# アナトリア仮説
アナトリア仮説 (アナトリアかせつ、Anatolian hypothesis, Anatolian theory) は、インド・ヨーロッパ語族が新石器時代のアナトリアを起源として拡散したという仮説である。1987年にイギリスの考古学者コリン・レンフルーによって初めて提唱された。学問的には、もう一つの仮説であるクルガン仮説がより支持される傾向にある。

## 概要
アナトリア仮説では、印欧祖語の話者が新石器時代を通じてアナトリアに住んでおり、印欧語族の拡散は紀元前7-6千年紀の新石器革命と関連しているとする。印欧語族は新石器革命にともなって紀元前7000年頃より小アジアからヨーロッパに拡散し、それは平和裏に先住民族と混合しながら起こったものと主張する。ゆえに、新石器時代のヨーロッパのほとんどの住民は印欧語を話しており、のちに起こった移住によって別の印欧語に属す言語に置き換えられたとしている。

新石器時代紀元前7000-8000年期の拡散を示す地図

Renfrew (2003)は、インド・ヨーロッパ祖族は以下のようなステップで広がったとしている。
- 紀元前6500年頃：先印欧祖族が、アナトリアにおいて、アナトリア人と古印欧祖族（初期の農耕の拡散にともなってヨーロッパに移住した先印欧祖族の農民の言語）に分岐した。古印欧祖族の言語はバルカン (Starčevo–Körös culture)、ドナウ谷 (en:Linear Pottery culture)、そしておそらくBug-Dniestr 地域 (Eastern Linear pottery culture) に至った。
- 紀元前5000年頃：古印欧祖族は北西グループ（イタリック、ケルト、ゲルマンの祖先）、バルカングループ（Gimbutas' 古ヨーロッパ 文化）、ステップグループ（トカラ語の祖先）に分かれた。

農耕仮説の強みは印欧語族の拡散と考古学的出来事をリンクさせることである。農耕の拡散は、しばしば著しい人口移動を伴うからである。

## 諸分析による評価
2003年にRussell GrayとQuentin Atkinsonが出版した87の言語と2449の語彙を用いた研究では、最初の印欧語の発散は7800年前から9800年前に起こり、アナトリア仮説と一致する結果が得られた。Gray and Atkinson (2003) はstochastic modelsモデルを用いて印欧語の間で異なる語の有無を評価することで、印欧語の起源は8500年前に遡り、最初にヒッタイト語が分岐したとしている（インド・ヒッタイト仮説）。
しかし、ベイズ分析は一部の語彙だけでその言語の歴史を見積もっているという批判がある。アルバニア語の特異な結果は、方法とデータに重大な疑問を投げかけている。他の語彙統計学的研究ではGray and Atkinson (2003) と別の結果が出ており、2015年の系統解析ではクルガン仮説を指示する結果が出ている。
最近の遺伝子の研究では、アナトリア仮説に比してクルガン仮説を支持する結果となっている。